# 林碩
林 碩（りん せき、生年不詳 - 1438年）は、明代の官僚。字は懋弘。本貫は福州府閩県。

## 生涯
1412年（永楽10年）、進士に及第した。監察御史に任じられ、山東巡按をつとめた。
1426年（宣徳元年）12月、林碩は浙江按察使に転じた。1427年（宣徳2年）、千戸の湯某が宦官の裴可烈と結んで不正な利益を貪ろうとしたため、林碩は法によって捕縛しようとした。林碩は裴可烈の誣告を受けて、かえって逮捕された。林碩は宣徳帝の面前で叩頭して、小人に貶められていることを訴えた。宣徳帝は林碩を釈放して按察使の官にもどし、裴可烈を譴責した。1431年（宣徳6年）、林碩は寧波府知府の黄永から賄賂を受け取ったと誣告されたが、赦された。
1438年（正統3年）、赦令を誤って解釈し、死罪の者を釈放したため、僉事の耿定に弾劾を受けた。林碩は逮捕されて尋問を受けたが、金を献納して贖罪し、職にもどされた。12月、広東左布政使に転じた。甲子、赴任することなく死去した。